# Atlas linguistique de la Basse-Bretagne
L'Atlas linguistique de la Basse-Bretagne est un atlas linguistique, mis en chantier de 1910 à 1920 par le linguiste Pierre Le Roux, et publié pour la première fois en 1927. Il consiste en un ensemble de cartes à l'échelle de la Basse-Bretagne, qui fait état des différentes variations de la langue bretonne. Les enquêtes se sont déroulées auprès de locuteurs natifs, dans 77 communes. 600 mots ou locutions ont été recensés.

## Historique
Pierre le Roux commence ses recherches en 1910, suivant les conseils de son professeur Georges Dottin à l'Université de Rennes, dans le but avoué de préparer un atlas linguistique de langue bretonne, sur le modèle de l'Atlas linguistique de la France. Le questionnaire et le choix des communes est arrêté dès 1911. Il s'aide notamment des diverses études dialectales de Joseph Loth, qui fut également son maître à Rennes.
De 1911 à 1913, Pierre le Roux effectue alors ses enquêtes pendant ses propres vacances scolaires. La Première Guerre mondiale interrompt par la suite ses recherches, qui ne reprennent qu'en 1919. Le linguiste interroge ainsi environ 150 soldats bretonnants, venus effectuer leur service militaire à Rennes. Il parcourt également plus de 90 communes de Basse-Bretagne, aboutissant à l'élaboration d'un atlas linguistique mettant en valeur « 77 parlers bretons ».
Dans l'avant-propos, Pierre le Roux précise le choix des personnes interrogées :
« Le sujet idéal serait une personne âgée de plus de 30 ans, née dans la commune, de parents nés dans la commune, l'ayant aussi peu quittée que possible, intelligente, ayant une prononciation nette, sachant le français, mais parlant constamment le breton avec les personnes de son entourage, de préférence ne lisant ni n'écrivant le breton. »
Les recherches sur le terrain s'achèvent en 1920. L'atlas paraît finalement en 1927, avec l'aide de plusieurs linguistes de l'université de Rennes, tels que Joseph Loth, Georges Dottin et Antoine Meillet, et du géographe René Musset.

## Intérêt actuel
L'Atlas Linguistique de la Basse-Bretagne reste d'un grand intérêt pour les linguistes. Il s'agit tout d'abord du témoignage d'une époque où le breton était encore la langue principale en Basse-Bretagne. Il permet d'apprécier les différentes dialectales d'une langue transmise de manière naturelle, et non enseignée de manière unifiée dans les écoles. 
L'atlas fait état de parlers ayant aujourd'hui disparu, notamment le breton de Batz-sur-Mer ou encore les dialectes de Belle-Île, de Bréhat ou de communes alors situées sur la frontière linguistique de l'époque.

## Nouvel atlas linguistique de la Basse-Bretagne
En 2001 paraît le Nouvel atlas linguistique de la Basse-Bretagne, aboutissement du travail de collectage effectué par Jean le Dû dans les années 1990. Celui-ci révèle le recul rapide du breton, en particulier dans le terroir du Haut-Vannetais, où la langue n'est plus « connue que de quelques personnes âgées » au moment de l'enquête. En outre, certaines communes présentes sur le premier atlas étaient « totalement débretonnisées » lors de la réalisation du second. C'est notamment le cas de Caurel, de Bréhat ou encore du Bourg-de-Batz. Enfin, certains informateurs avouaient ne plus employer le breton depuis longtemps, faute d'interlocuteurs pour leur répondre, comme à Belle-Île, Groix et Ouessant.

## Sources et bibliographie
: document utilisé comme source pour la rédaction de cet article.
- Pierre le Roux, Atlas linguistique de la Basse-Bretagne, Librairie E.Droz.
- François Falc'hun, Perspectives Nouvelles sur l'histoire de la langue bretonne, Paris, Presses universitaires de France, 1981, 662 p. (ISBN 978-2-264-00286-0, BNF 34653623).